# 까올라인
까올라인시(베트남어: Thành phố Cao Lãnh / 城舖高嶺)는 베트남 남부 동탑성의 성도이다. 2007년 시로 승격되었으며, 인구는 149,837명(2007년 기준)이다. (남부식으로 Cao Lãnh은 까오랑이라고 읽는다)

## 역사
프랑스 식민지 통치 기간 동안 까올라인은 1923년 5월에 설립된 쩐후이리에우(Trần Huy Liệu)가 창간한 《동팝토이바오》(東法時報)를 통해 민족주의 호소를 지지하는 일부 추종자들이 등장했다. 이후 1945년 프랑스에 대한 초기 저항 운동에서 베트남 국민당과 일부 인사들이 인기있는 군대인 제3사단에 들어갔다. 까올라인은 부대가 500명에서 600명에 이르는 23개 부대로 개편된 곳이었다.
1975년 이전에 까올라인은 남베트남 메콩강 삼각주 지방에 있는 끼엔퐁성의 성도였다. 1976년 2월 끼엔퐁은 사덱성과 합병되어 동탑성이 되었다. 이후 사덱은 새로운 성의 성도가 되었다. 까올라인은 1994년 4월 24일에 사덱을 성도로 대체했으며, 2007년 10월 이후 시로 승격했다.

## 지리
동탑성 중부에 위치한다. 서변과 남변은 띠엔장(메콩강)을 끼고 있으며 거리의 중심부는 까올라인강, 딘쭝강을 비롯한 많은 강과 운하로 둘러싸여 있다.
시 중심부에서 약 4km 남쪽의 위치에 카오람 페리 터미널이 있다. 메콩강을 사이에 두고 남쪽의 랍보현과 접경하고, 랍보현에서는, 일찌기 성도였던 사덱과 버스가 운행하고 있다. 주변에는 다리는 놓여 있지 않다.

## 행정구역
까올라인 시는 8개의 프엉(坊)과 7개의 싸(社)를 관할한다.

### 프엉
- 1프엉
- 2프엉
- 3프엉
- 4프엉
- 6프엉
- 11프엉
- 호아투언 프엉(Hoà Thuận / 和順)
- 미이푸 프엉(Mỹ Phú / 美富)

### 싸
- 미이떤 (Mỹ Tân / 美新)
- 화안(Hoà An / 和安)
- 띤터이 (Tịnh Thới / 淨泰)
- 떤투언동 (Tân Thuận Đông / 新順東)
- 떤투언떠이 (Tân Thuận Tây / 新順西)
- 미이짜 (Mỹ Trà / 美茶)
- 미이응아이 (Mỹ Ngãi / 美義)

## 기후
| 까올라인시의 기후                  | 까올라인시의 기후 | 까올라인시의 기후 | 까올라인시의 기후 | 까올라인시의 기후 | 까올라인시의 기후 | 까올라인시의 기후 | 까올라인시의 기후 | 까올라인시의 기후 | 까올라인시의 기후 | 까올라인시의 기후 | 까올라인시의 기후 | 까올라인시의 기후 | 까올라인시의 기후 |
| 월                                 | 1월               | 2월               | 3월               | 4월               | 5월               | 6월               | 7월               | 8월               | 9월               | 10월              | 11월              | 12월              | 연간              |
| ---------------------------------- | ----------------- | ----------------- | ----------------- | ----------------- | ----------------- | ----------------- | ----------------- | ----------------- | ----------------- | ----------------- | ----------------- | ----------------- | ----------------- |
| 역대 최고 기온 °C (°F)             | 34.1 (93.4)       | 34.5 (94.1)       | 36.7 (98.1)       | 37.4 (99.3)       | 37.0 (98.6)       | 35.4 (95.7)       | 34.8 (94.6)       | 34.2 (93.6)       | 34.3 (93.7)       | 33.2 (91.8)       | 32.7 (90.9)       | 32.5 (90.5)       | 37.4 (99.3)       |
| 일평균 최고 기온 °C (°F)           | 30.1 (86.2)       | 31.0 (87.8)       | 32.9 (91.2)       | 34.0 (93.2)       | 33.3 (91.9)       | 31.9 (89.4)       | 31.4 (88.5)       | 31.0 (87.8)       | 30.8 (87.4)       | 30.3 (86.5)       | 29.9 (85.8)       | 29.4 (84.9)       | 31.3 (88.3)       |
| 일일 평균 기온 °C (°F)             | 25.4 (77.7)       | 26.0 (78.8)       | 27.4 (81.3)       | 28.6 (83.5)       | 28.3 (82.9)       | 27.5 (81.5)       | 27.2 (81.0)       | 27.2 (81.0)       | 27.4 (81.3)       | 27.3 (81.1)       | 26.9 (80.4)       | 25.6 (78.1)       | 27.1 (80.8)       |
| 일평균 최저 기온 °C (°F)           | 22.1 (71.8)       | 22.3 (72.1)       | 23.6 (74.5)       | 24.9 (76.8)       | 25.3 (77.5)       | 24.9 (76.8)       | 24.6 (76.3)       | 24.8 (76.6)       | 25.0 (77.0)       | 25.0 (77.0)       | 24.5 (76.1)       | 22.7 (72.9)       | 24.1 (75.4)       |
| 역대 최저 기온 °C (°F)             | 16.1 (61.0)       | 18.1 (64.6)       | 15.8 (60.4)       | 20.0 (68.0)       | 21.7 (71.1)       | 21.5 (70.7)       | 21.9 (71.4)       | 22.0 (71.6)       | 22.4 (72.3)       | 21.3 (70.3)       | 19.5 (67.1)       | 16.8 (62.2)       | 15.8 (60.4)       |
| 평균 강수량 mm (인치)              | 9 (0.4)           | 6 (0.2)           | 19 (0.7)          | 50 (2.0)          | 148 (5.8)         | 150 (5.9)         | 167 (6.6)         | 176 (6.9)         | 243 (9.6)         | 265 (10.4)        | 136 (5.4)         | 30 (1.2)          | 1,398 (55.0)      |
| 평균 강수일수                      | 1.6               | 0.7               | 1.4               | 4.5               | 13.6              | 16.2              | 17.4              | 17.0              | 19.1              | 20.2              | 12.1              | 5.1               | 128.8             |
| 평균 상대 습도 (%)                 | 81.2              | 80.3              | 77.7              | 78.0              | 83.4              | 85.8              | 86.5              | 86.3              | 85.9              | 85.3              | 82.3              | 80.5              | 82.8              |
| 평균 월간 일조시간                 | 272               | 259               | 282               | 265               | 222               | 183               | 196               | 186               | 179               | 190               | 216               | 239               | 2,688             |
| 출처: 베트남 과학 기술 양성 연구소 |                   |                   |                   |                   |                   |                   |                   |                   |                   |                   |                   |                   |                   |

## 관광
- 응웬신삭의 무덤

시의 남쪽 4프엉에는 호찌민의 아버지 응웬신삭의 무덤이 있으며, 공원으로 정비되어 있다.
- 박물관

까올라인 강변 동탑성 박물관에는 동탑성에서 출토된 역사 유물과 민속자료, 독립 전쟁의 기록이 남겨져 있다.

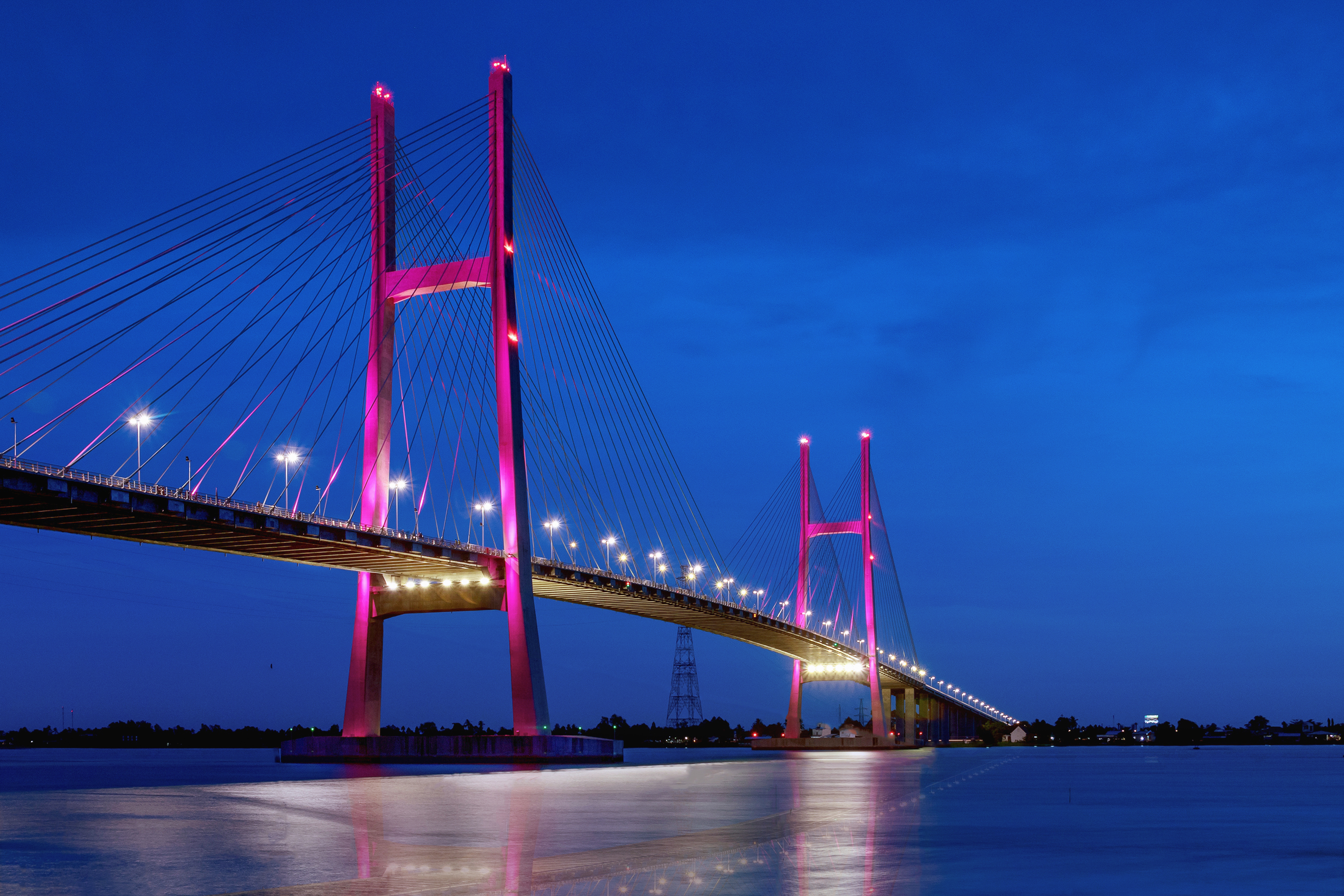
까올라인 대교 (2015m)
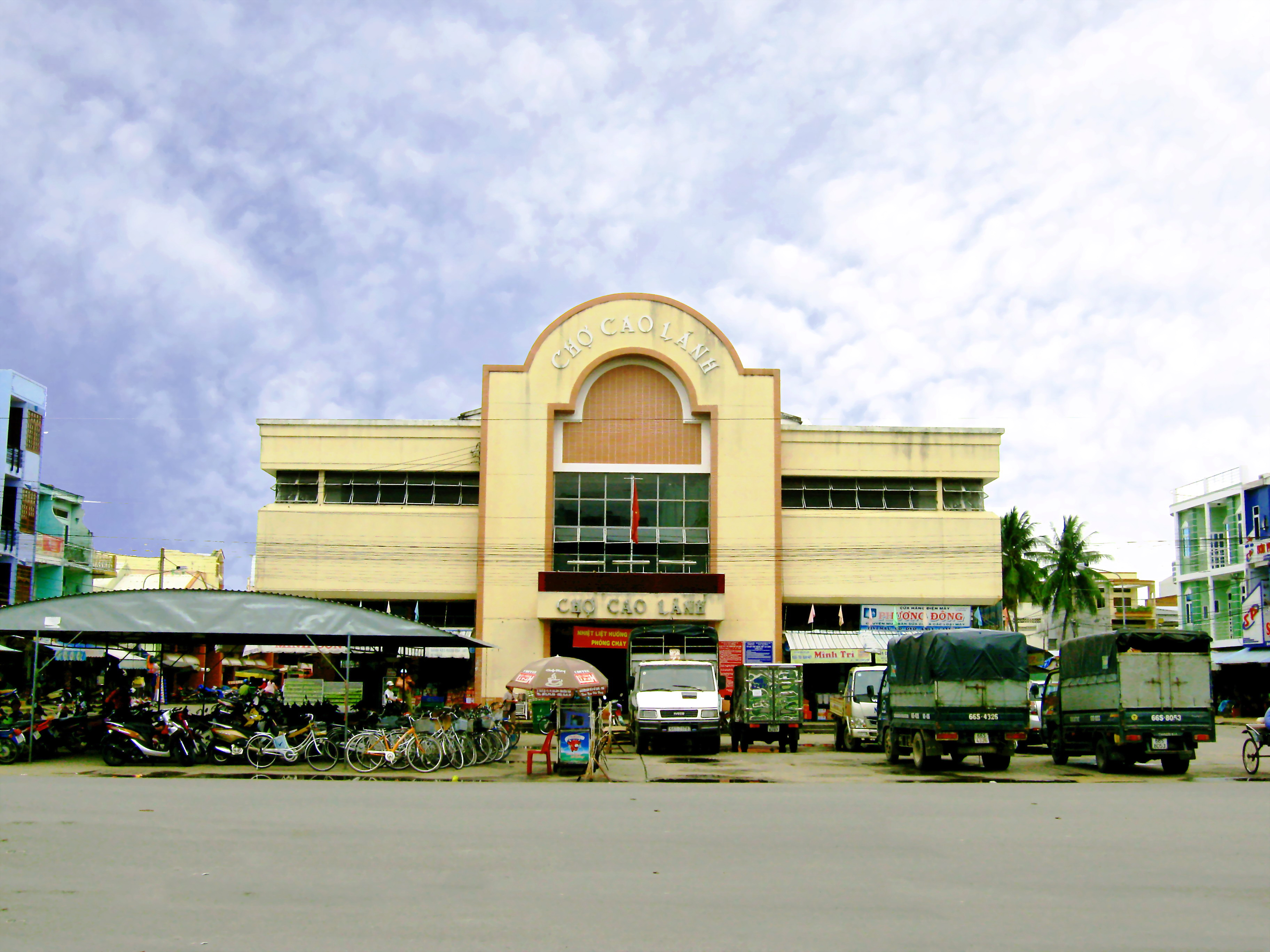
까올라인 시장
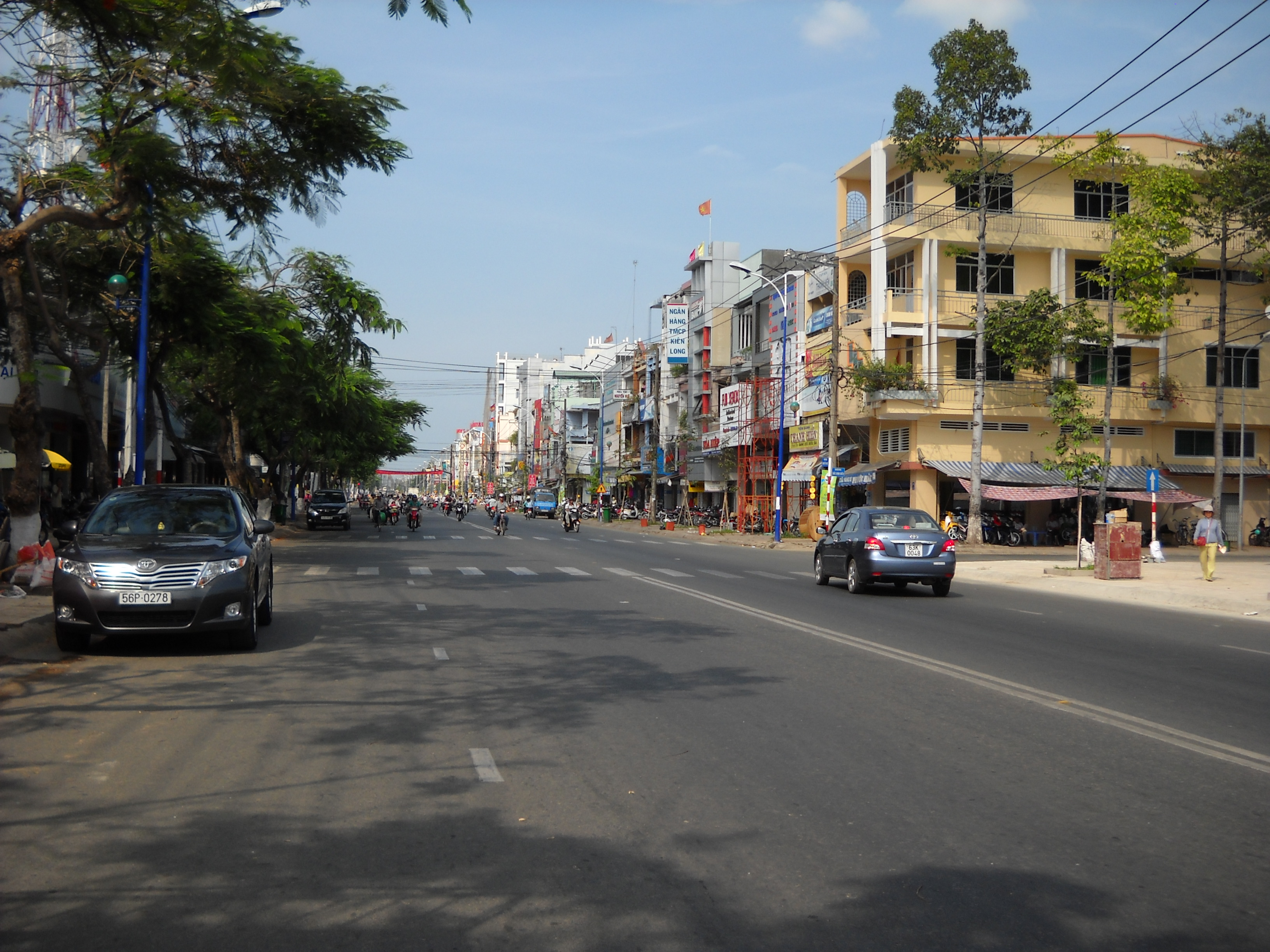
까올라인의 거리
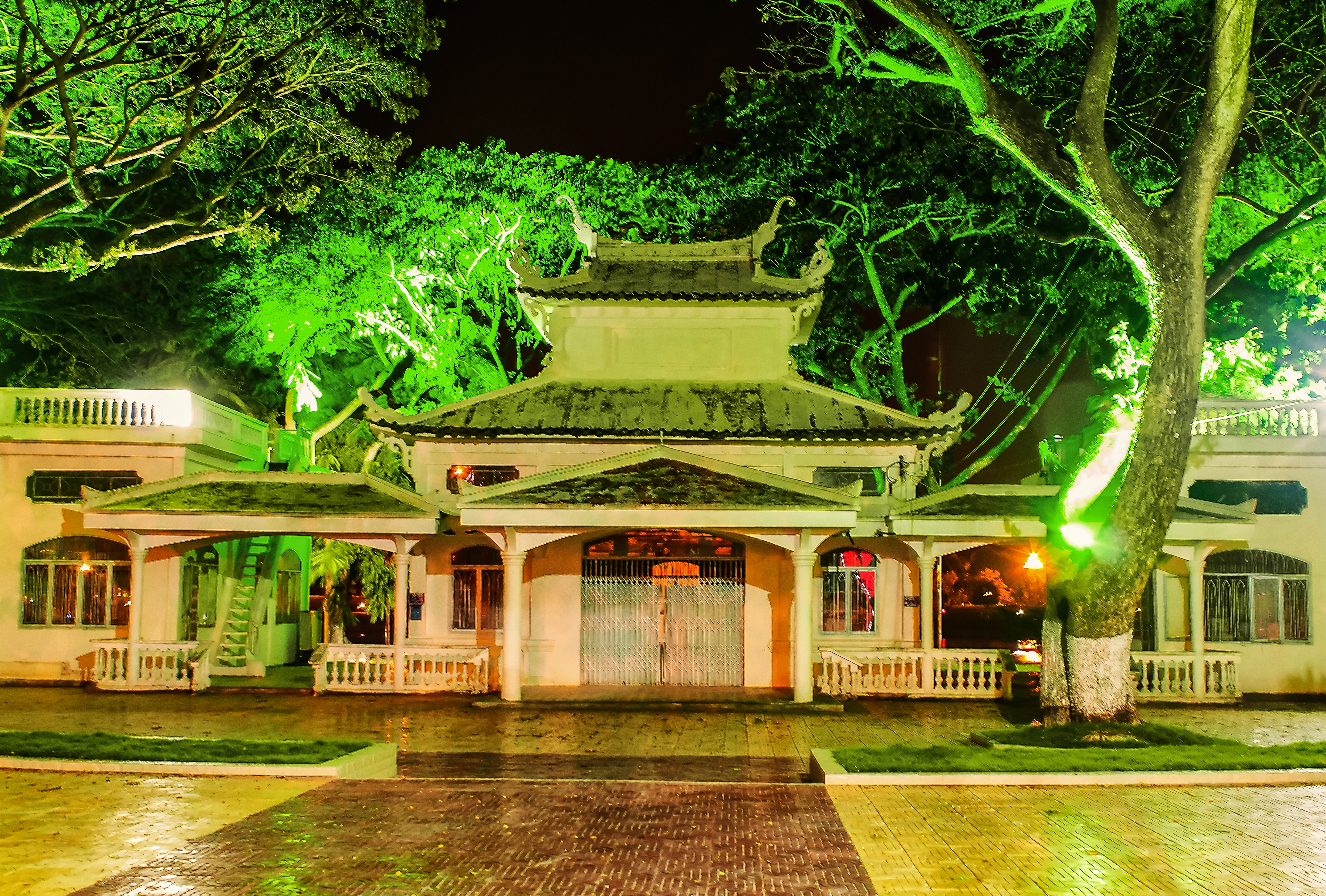
까올라인 문묘